# Монтодіне
Монтодіне (італ. Montodine) — муніципалітет в Італії, у регіоні Ломбардія,  провінція Кремона.
Монтодіне розташоване на відстані близько 440 км на північний захід від Рима, 50 км на південний схід від Мілана, 30 км на північний захід від Кремони.
Населення — 2544 особи (2014).

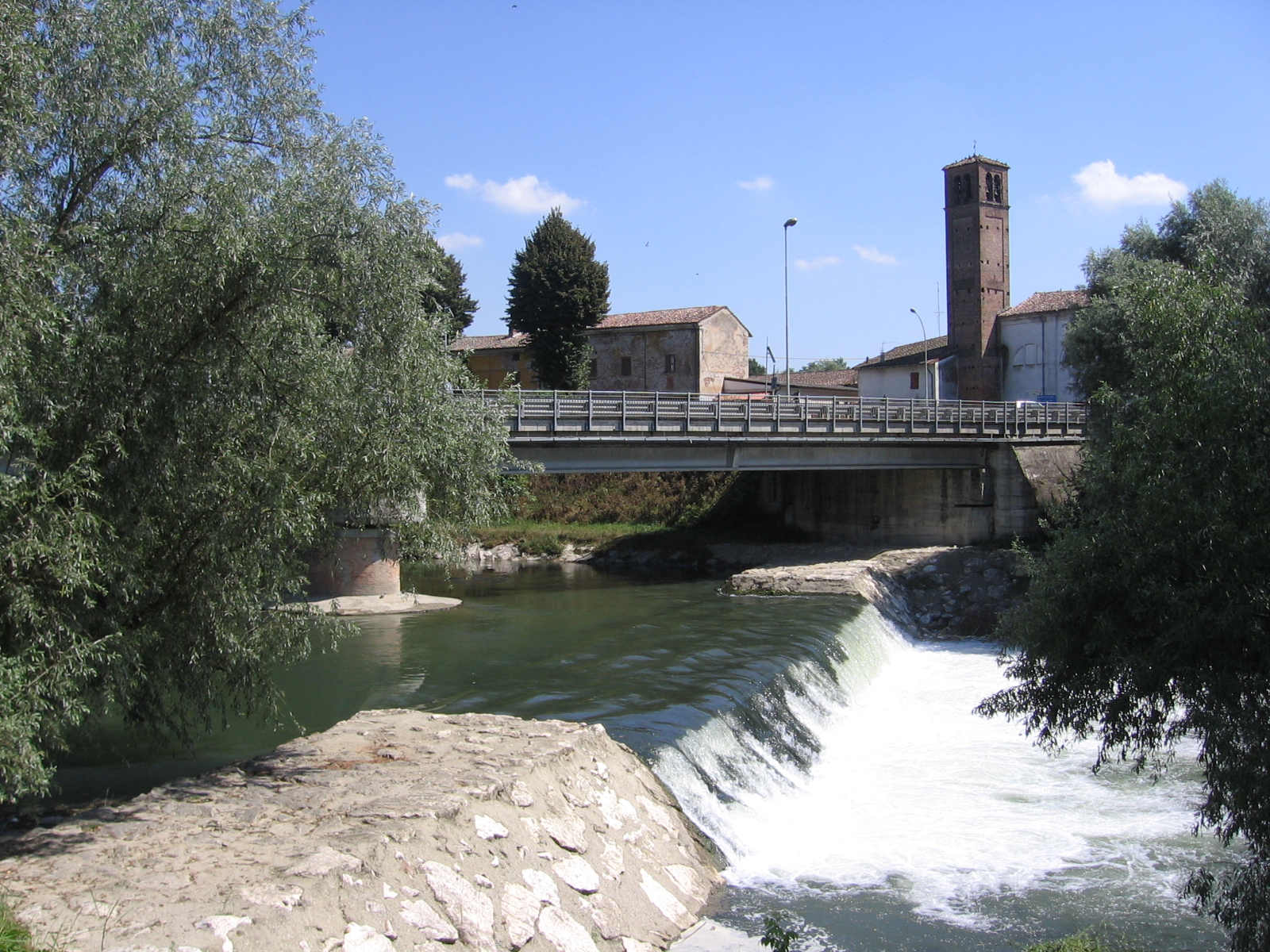

Щорічний фестиваль відбувається 22 липня. Покровитель — Santa Maria Maddalena.

## Демографія
Населення за роками:

Станом на 1 січня 2023 року в муніципалітеті офіційно проживало 148 іноземців з 21 країни, серед них 45 громадян країн Євросоюзу та 4 громадяни України.

## Сусідні муніципалітети
- Бертоніко
- Москаццано
- Рипальта-Арпіна
- Рипальта-Гуерина